# USA Hockey National Team Development Program
USA Hockey National Team Development Program (NTDP) är ett amerikanskt ungdomsprogram för ishockeyspelare som är under 18 år och där programmet är sanktionerad av det amerikanska ishockeyförbundet USA Hockey. Programmet är baserat i Plymouth Township i Michigan.
NTDP bildades 1996 av USA Hockey i syfte att centralisera talangutvecklandet med bland annat träning och ha de bästa talangerna på en specifik plats och inte ha utspritt över hela landet. Ishockeyförbundet valde att placera ungdomsprogrammet i Ann Arbor, år 2015 flyttade de till Plymouth Township efter att USA Hockey köpte inomhusarenan Compuware Arena.
Ungdomsprogrammet förfogar över två lag, ett för upp till 17 år och ett lag för spelare upp till 18 år, båda två spelar under namnet Team USA. U17-laget spelar cirka 35 matcher i United States Hockey League (USHL) samt tre internationella turneringar per år. U18-laget spelar omkring 25 matcher i USHL och okänt antal matcher mot motstånd som spelar i olika collegeserier inom National Collegiate Athletic Association (NCAA). Utöver det spelar U18-laget, precis som U17-laget, tre internationella turneringar. Lagen utgör det amerikanska ishockeylandslaget när U18-Världsmästerskapet i ishockey för herrar ska spelas, landslaget är också det mest framgångsrikaste i turneringens historia.

## Spelare

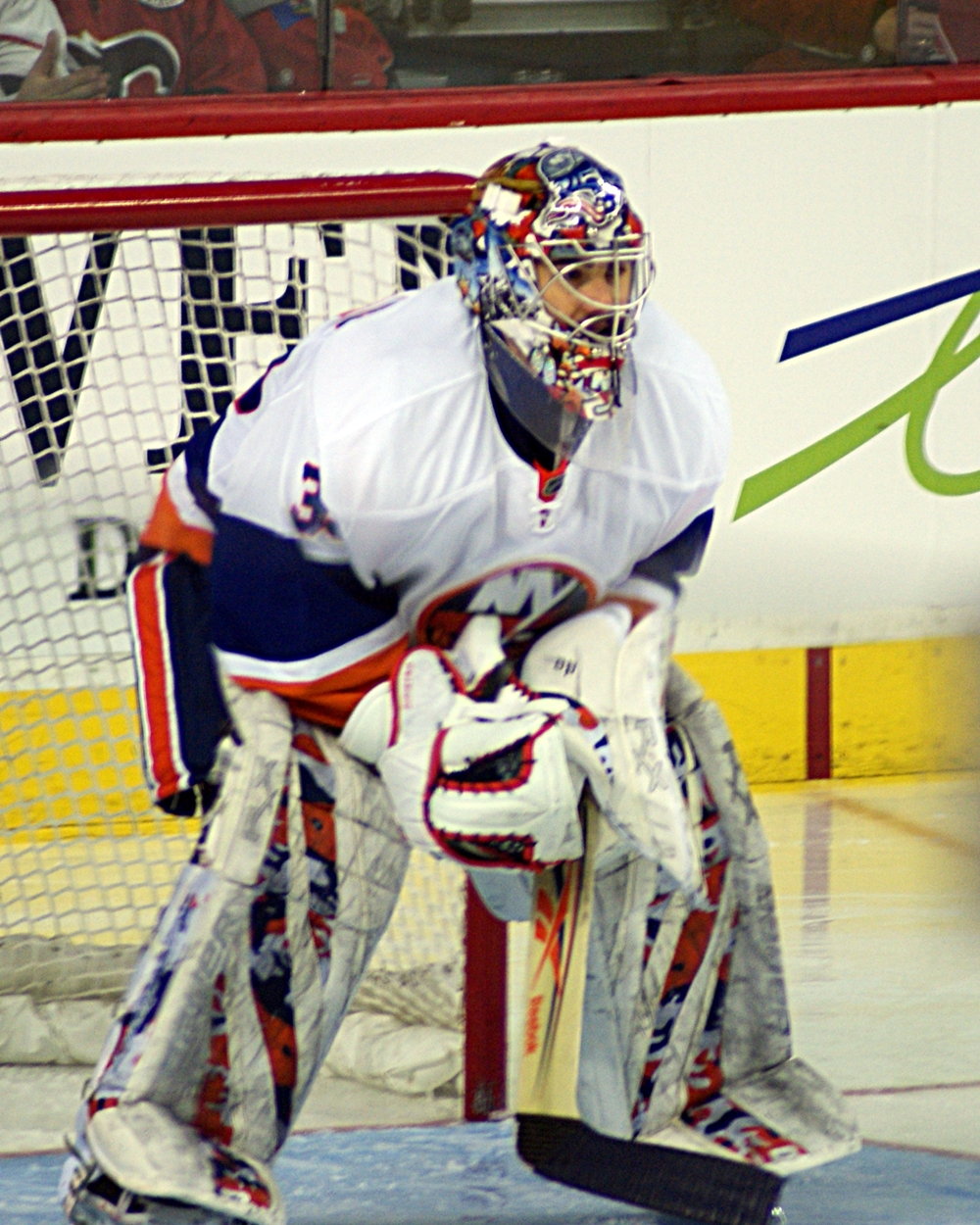
Rick DiPietro.

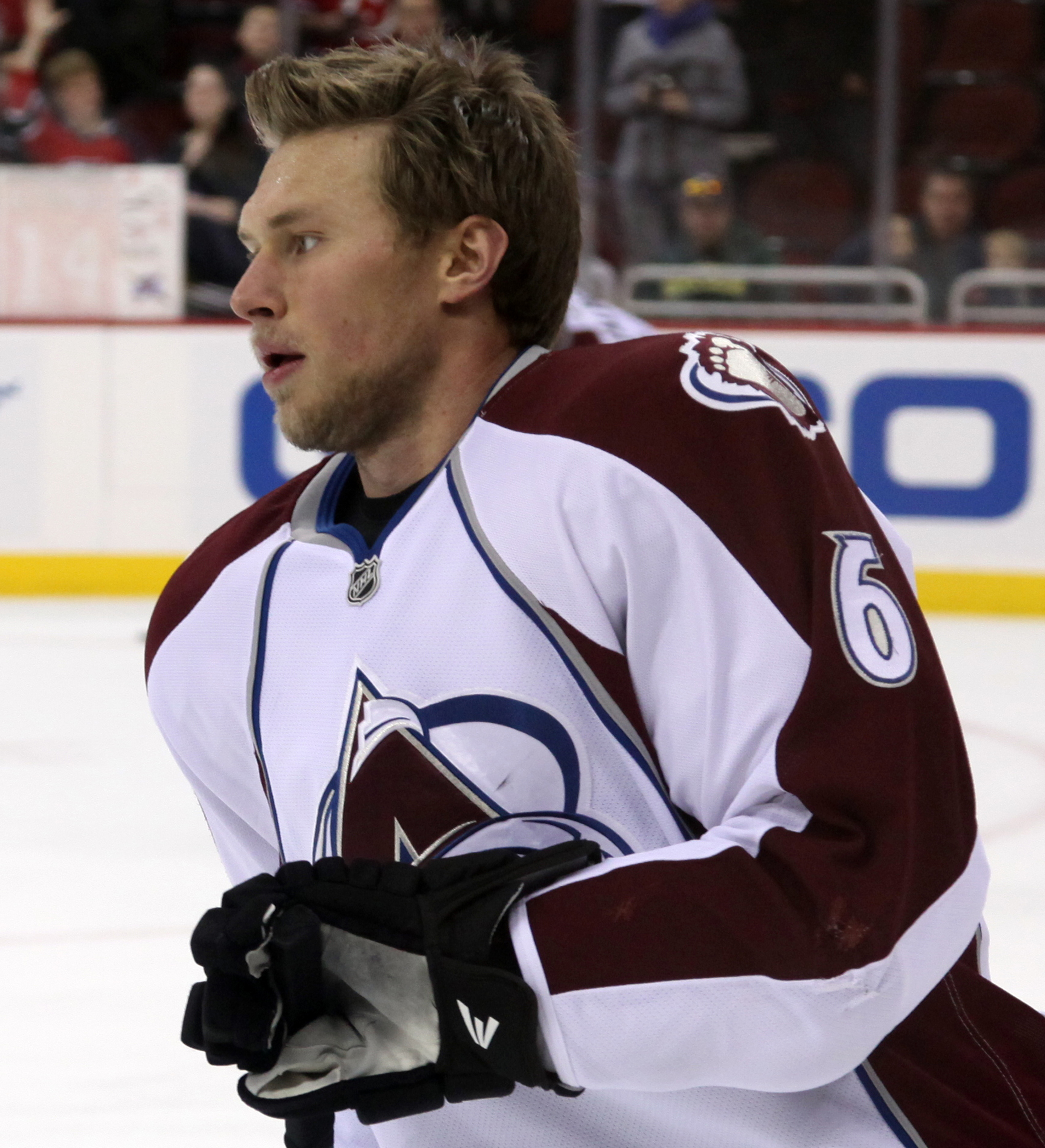
Erik Johnson.

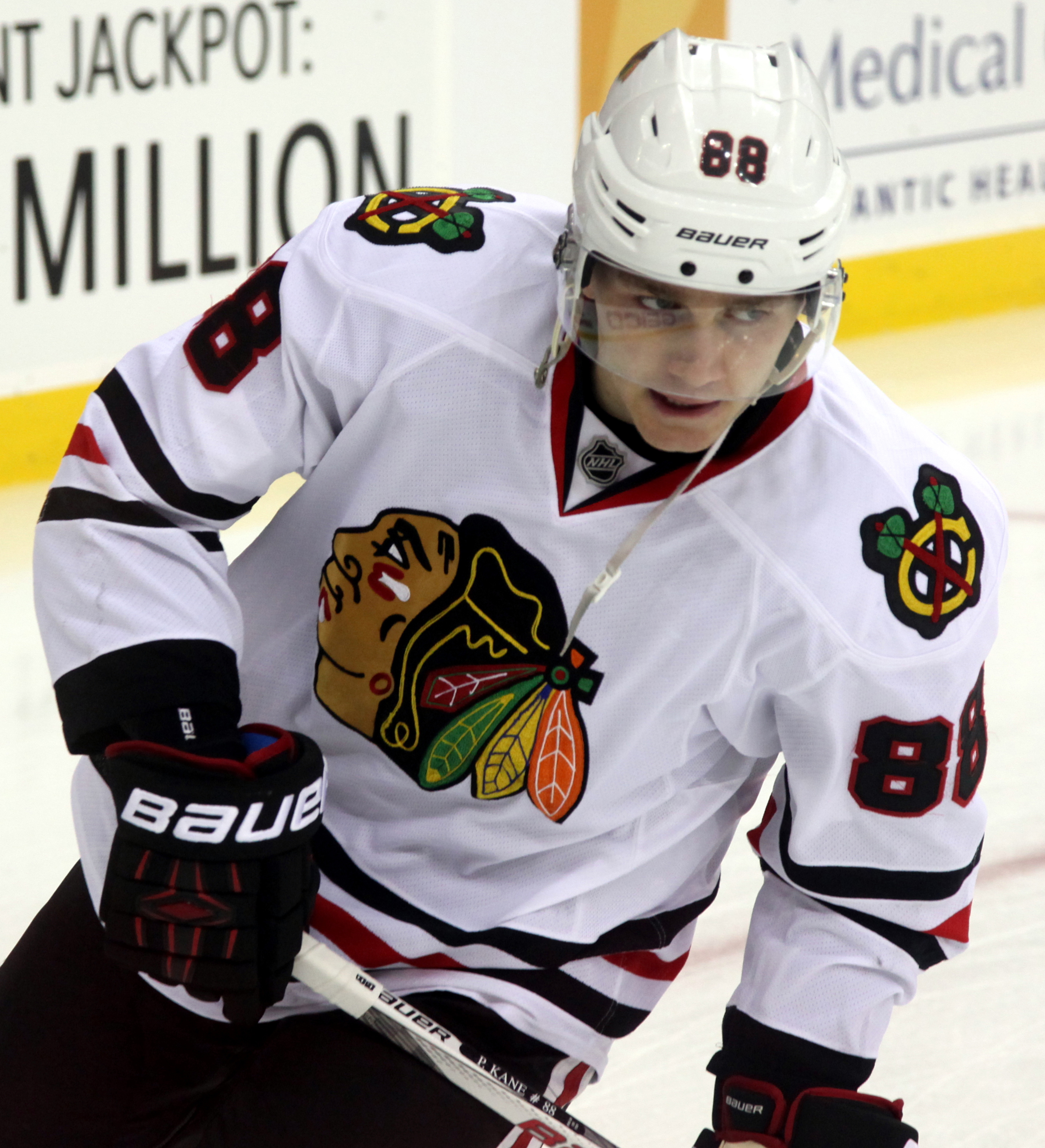
Patrick Kane.

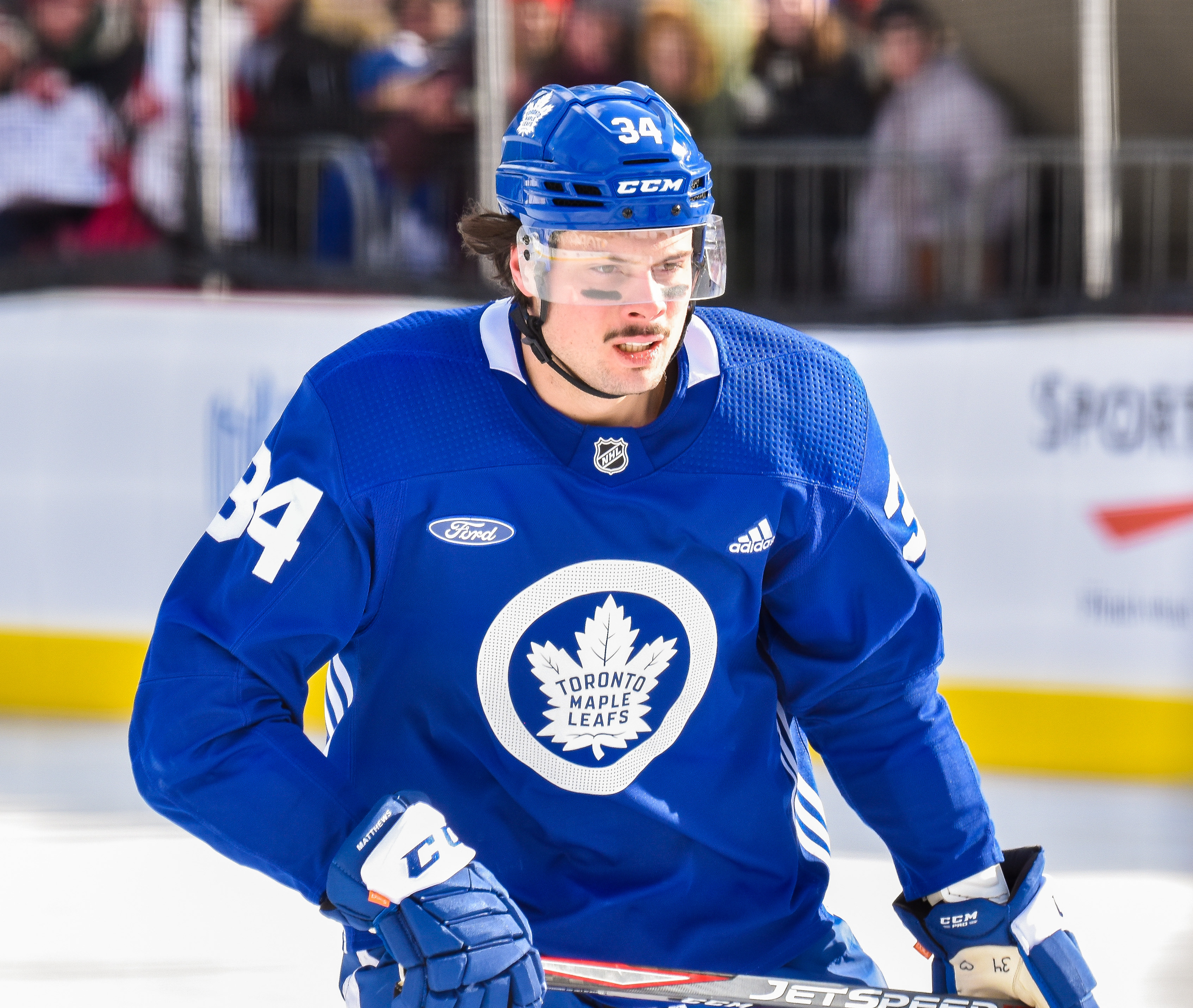
Auston Matthews.

Det har gått 345 spelare i NHL Entry Draft varav 81 har gått i första rundan medan fem har gått som första draftval.
Ett urval av spelare som har lyckats få spela i den nordamerikanska proffsligan National Hockey League (NHL).
| Målvakter - Jack Campbell - Thatcher Demko - Rick DiPietro1 – 2000 - John Gibson - Jimmy Howard - Al Montoya - Cory Schneider - Tim Thomas | Backar - Keith Ballard - Will Butcher - Matthew Carle - Ian Cole - Justin Faulk - Derek Forbort - Adam Fox - Cam Fowler - Matt Greene - Matt Grzelcyk - Ron Hainsey - Noah Hanifin - Quinn Hughes - Matt Hunwick - Stephen Johns - Erik Johnson1 – 2006 - Jack Johnson - Seth Jones - Mike Komisarek - Brett Lebda - Nick Leddy - Jordan Leopold - John-Michael Liles - Charles McAvoy - Jamie McBain - Jake McCabe - Jon Merrill - Connor Murphy - Kevin Shattenkirk - Brady Skjei - Brian Strait - Mark Stuart - Ryan Suter - Jacob Trouba - Zach Werenski - Ryan Whitney | Forwards - Anders Bjork - Nick Bjugstad - David Booth - Chris Brown - Mike Brown - Cole Caufield - J.T. Compher - Andrew Copp - Charlie Coyle - Jack Eichel - Christian Fischer - Nick Foligno - Nathan Gerbe - Adam Hall - Ryan Hartman - Jimmy Hayes - Christopher Higgins - Jack Hughes1 – 2019 - Patrick Kane1 – 2007 - Clayton Keller - Ryan Kesler - Phil Kessel - Luke Kunin - Kevin Labanc - Dylan Larkin - Auston Matthews1 – 2016 - Sonny Milano - J.T. Miller - Tyler Motte - Peter Mueller - Matt Nieto - Eric Nystrom - Kyle Palmieri - Jack Roslovic - Bryan Rust - Brandon Saad - David Steckel - Brady Tkachuk - Matthew Tkachuk - Alex Tuch - R.J. Umberger - James van Riemsdyk - Colin Wilson - Brad Winchester - Jason Zucker |